# 柏田武治

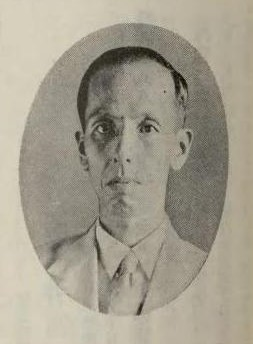
柏田武治

柏田 武治（1898年（明治31年） - 没年不明）は、日本の発明家。
奈良県五條町出身。奈良県立五條中学校（現在の奈良県立五條高等学校）卒業後に汽車製造株式会社に入社した。
汽車製造に勤務する傍ら大阪工業専修学校高等部機械科を卒業し、逓信省電気主任技術者資格検定試験第二種に合格した。汽缶や火爐に関する研究を行い、特許10件、実用新案9件を取得した。1938年（昭和13年）に帝国発明協会の全国発明表彰により、進歩賞が授与されている。

## 特許
- 特許第76631号 火爐の壁
- 特許第90389号 水管式汽缶用除煤機の蒸気制御装置